# Џонс Крик (Џорџија)
Џонс Крик (енгл. Johns Creek) град је у америчкој савезној држави Џорџија. По попису становништва из 2010. у њему је живело 76.728 становника.

## Демографија
Према попису становништва из 2010. у граду је живело 76.728 становника.
| Група             | 2000.  | 2010.          |
| Белци             | . (.%) | 45.978 (59,9%) |
| Афроамериканци    | . (.%) | 7.062 (9,2%)   |
| Азијати           | . (.%) | 17.925 (23,4%) |
| Хиспаноамериканци | . (.%) | 4.000 (5,2%)   |
| Укупно            | .      | 76.728         |